# بتن مسلح شده با پارچه

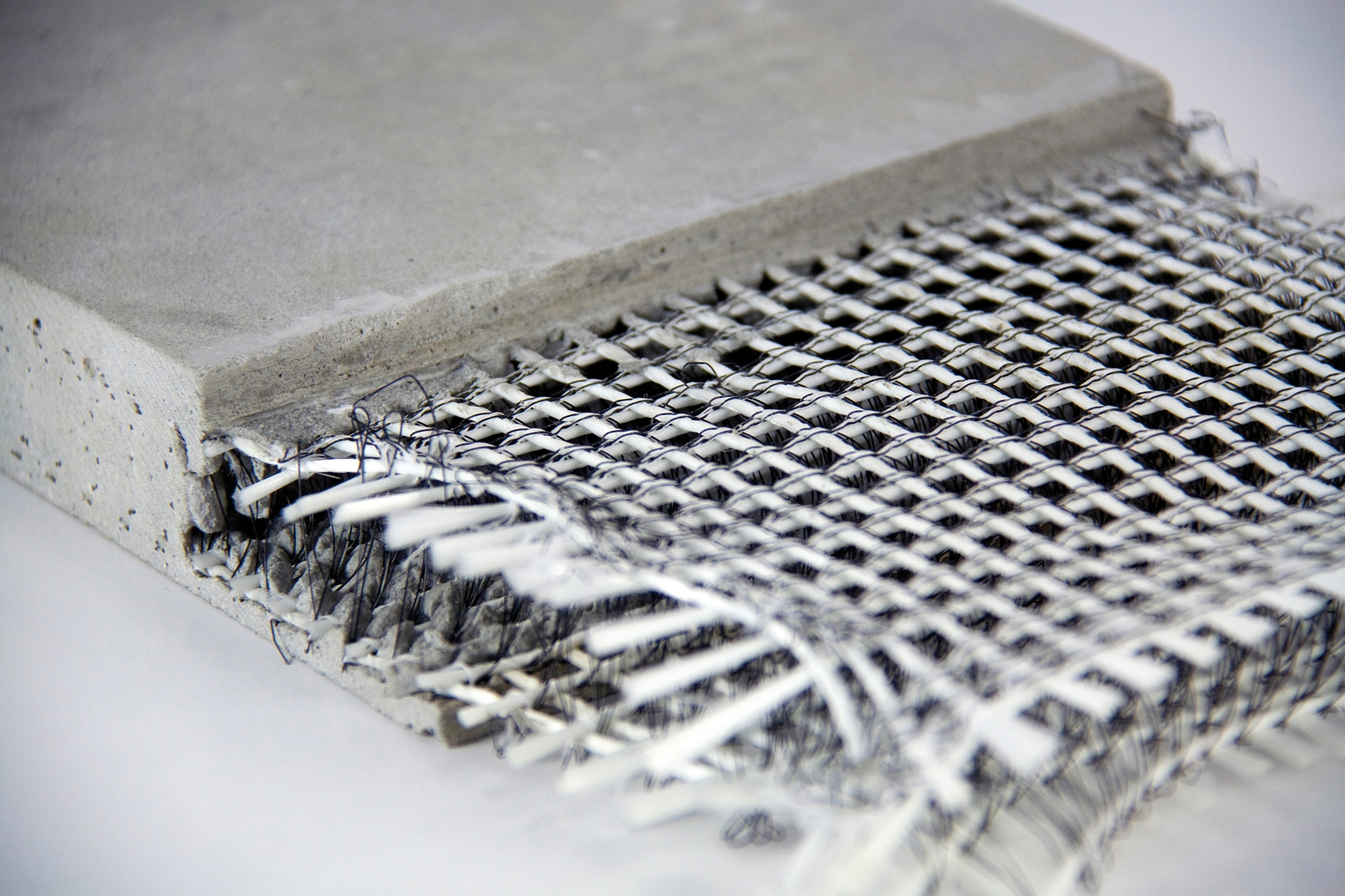
نمای نزدیک از یک قطعه بتن مسلح با پارچه

بتن مسلح شده با پارچه یا Textile reinforced concrete نوعی بتن تقویت شده‌است که در آن میله‌های تقویت‌کننده فولاد با مواد نساجی و الیاف جایگزین می‌شوند. در این روش به جای استفاده از ساختار تقویت کننده فلزی در داخل بتن، از یک ساختار پارچه ای درون بتن استفاده می‌شود.

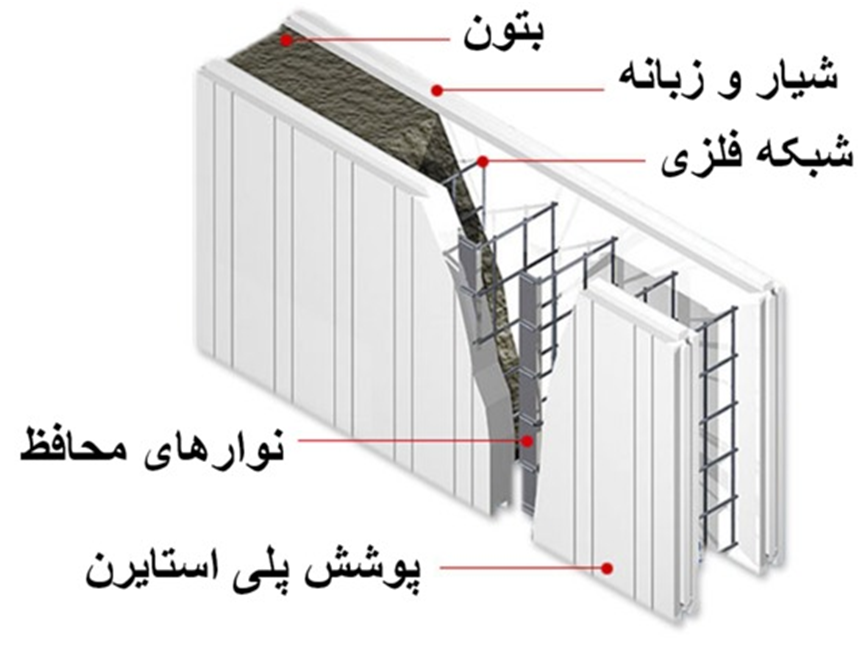
یک نمونه اولیه از بتن تقویت شده با شبکه ی فلزی

## بررسی اجمالی

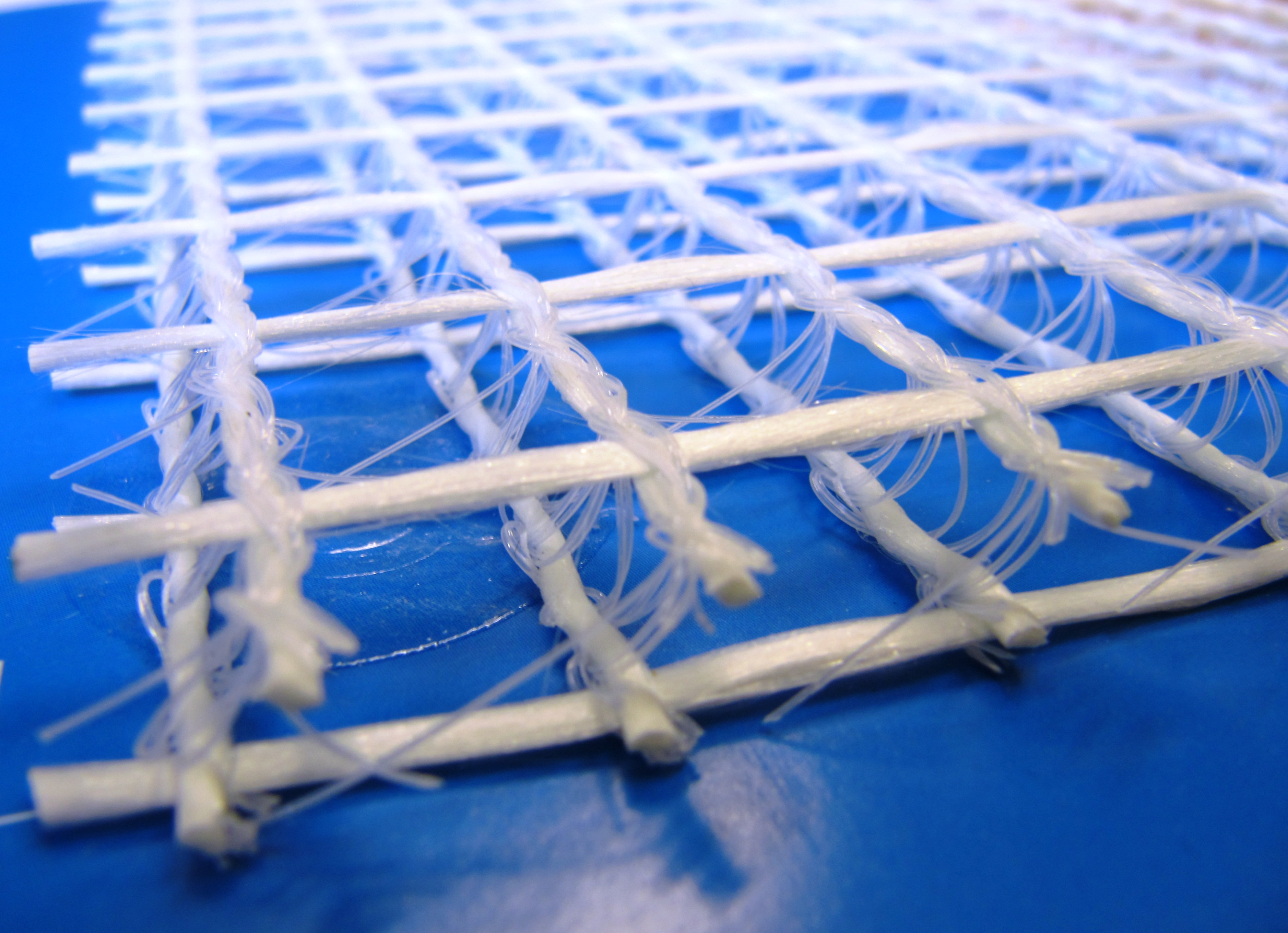
ساختار الیاف شیشه برای استفاده در بتن تقویت شده با پارچه

موادی با مقاومت کششی بالا و با کرنش کششی ناچیز، با پارچه‌های بافته شده یا بی‌بافت تقویت می‌شوند. الیاف استفاده شده برای ساخت پارچه، از جنس مواد مقاومی مانند جوت، الیاف شیشه، کولار، پلی پروپیلن، پلی آمیدها (نایلون) و غیره هستند. بافت پارچه یا به صورت کلاف یا به‌صورت لایه‌ای انجام می‌شود. مواد مذاب، رسهای سرامیکی، پلاستیک‌ها یا بتن سیمانی به گونه‌ای روی پارچه پایه رسوب می‌کنند که پارچه داخلی کاملاً با بتن یا پلاستیک در هم تنیده می‌شود.
در نتیجه این نوع ساختار ایجاد شده، بتن حاصل شده از ضلع داخلی همراه با مقاومت بالایی که توسط مواد بیرونی (بتن) ایجاد می‌شود، انعطاف‌پذیری قابل توجهی نیز دارد. ساختارهای مختلف غیر بافته شده نیز، برای تشکیل ساختار پایه اولویت دارند. انواع خاصی از ماشین‌های بافندگی برای تشکیل پافت‌های مارپیچی استفاده می‌شود و بافت‌های لایه‌ای که به‌طور کلی در دسته بافته شده‌ها قرار نمی‌گیرند.

## تاریخچه

### اولین ثبت اختراع
ایجاد اولیه بتن مسلح با پارچه (TRC) از دهه ۱۹۸۰ آغاز شد. مفاهیم TRC از Sächsisches Textiforschungs-institute نشات گرفته شده‌است. V. STFI، یک مؤسسه آلمانی با تمرکز بر فناوری نساجی. اولین حق ثبت اختراع برای طراحی بتن مسلح به پارچه، که در سال ۱۹۸۲ اعطا شد، مربوط به موارد ایمنی مربوط به حمل و نقل بود. هدف از این موارد به‌طور خاص، تقویت شدن با موادی غیر از فولاد بود. در سال ۱۹۸۸، یک ثبت اختراع به یک مانع ایمنی که از یک تقویت کننده طناب مانند به عنوان طرح خود استفاده می‌کرد، اعطا شد. این آرماتور از ضایعات بتن و الیاف ها ساخته شده‌است، و نوع ابتکاری و اندازه الیاف تقویت کننده در داخل قابل توجه است. آرماتورها در جای خود قرار گرفتند تا بتن در آن ریخته شود و اندازه آرماتور با استفاده از قطر و اندازه مش شرح داده شد.

### کانو بتن و بتن مسلح نساجی
در سال ۱۹۹۶، دانشجویان دانشگاه آلمان با استفاده از تقویت‌کننده‌های پارچه‌ای، دو قایق بتونی ایجاد کردند. یک قایق از شیشه مقاوم در برابر قلیایی به عنوان تقویت‌کننده پارچه استفاده کرده‌است. برای تولید شیشه در پارچه، فرایندی به نام Malimo-Technology برای نگهداری شیشه در یک نخ پیوسته استفاده شد، به گونه ای که می‌توان از آن برای ساخت پارچه استفاده کرد. قایق دیگر با استفاده از پارچه الیاف کربن به عنوان روش تقویت آن ساخته شده‌است. این قایق‌ها در سال ۱۹۹۶، در کانتین بتونی بتونی در درسدن، آلمان رقابت کردند و این اولین باری بود که بتن مسلح با پارچه مورد توجه عموم قرار گرفت. قایق‌ها برای طراحی خود جایزه دریافت کردند.

## ساخت و ساز
هنگام ساخت TRC چهار فاکتور مهم است که شامل کیفیت بتن، اثر متقابل الیاف بکار رفته شده برای تقویت بتن و خود بتن، میزان الیاف استفاده شده و ترتیب آرماتورهای نساجی داخل بتن است.
اندازه ذرات بتن باید با دقت تمام انتخاب شوند. اگر بتن بیش از حد درشت باشد، نمی‌تواند از بین ساختار تقویت‌کننده‌های نساجی نفوذ کند. برای دستیابی به بهترین نتیجه، باید از بتن تازه استفاده شود. برای کمک به چسبندگی، می‌توان مواد افزودنی شیمیایی اضافه کرد تا فیبرها به بتن بچسبند.

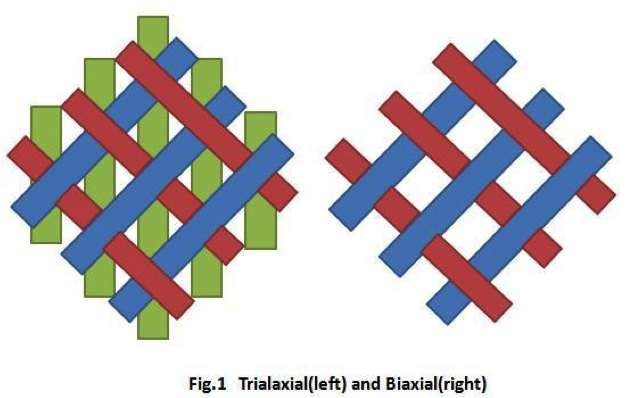
دو نوع از انواع بافتن الیاف برای ساخت پارچه تقویت کننده

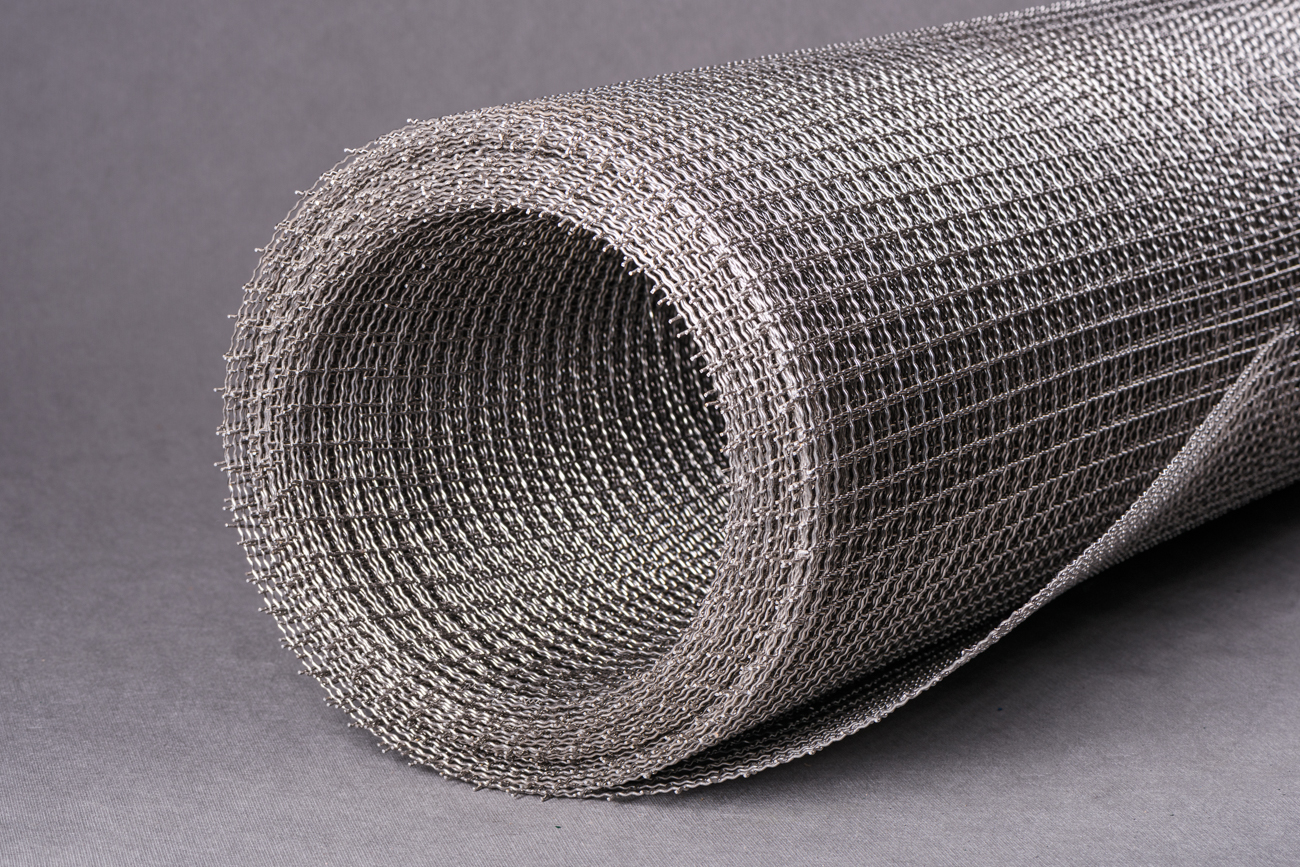
یک رول از شبکه به کار رفته در ساخت بتن مسلح شده با فلز

از ویژگی‌های مشخص TRC می‌توان به ساختار نازک و خاصیت انعطاف‌پذیری آن و همچنین توانایی تحمل تنش کششی بالا اشاره کرد. این به دلیل تقویت‌کننده در بتن است که از الیاف طولانی و ادامه‌دار استفاده می‌کند که در جهت خاصی بافته می‌شوند تا مقاومت ایجاد کنند. در نتیجه، قدرت و خصوصیات مختلف مورد نیاز برای پشتیبانی از بارگذاری صحیح، انواع مختلفی از نخ، بافت الیاف‌ها و اشکال وجود دارد که می‌توانند در TRC استفاده شوند. نساجی با یک نخ شروع می‌شود که از یک رشته پیوسته از هم ساخته شده‌است. این نخ می‌تواند از جنس فیلامنت یا کاغذی باشد. نخ بسته به نیاز پروژه بافته می‌شود، گره می‌خورد، چسبانده می‌شود، بافته می‌شود یا نبافته می‌ماند. کربن، شیشه AR و بازالت مواد خوبی برای انتخاب و استفاده در این فرایند هستند. کربن دارای مقاومت کششی خوب و انبساط حرارتی کمی است، اما هزینه بر است و چسبندگی خوبی به بتن ندارد. بازالت از ذوب سنگ بازالت تشکیل می‌شود. مقرون به صرفه تر از کربن است و دارای مقاومت کششی خوبی است. عیب بازالت زمانی است که در محلول قلیایی مانند بتن قرار می‌گیرد، مقداری از حجم الیاف خود را از دست می‌دهد، بنابراین مقاومت آن کاهش می‌یابد. این بدان معنی است که برای افزایش طول عمر ساخت و ساز، باید از یک پوشش پلیمری نانو کامپوزیت استفاده شود. شیشه AR نیز این مشکل را دارد، اما نکات مثبت استفاده از شیشه AR در ساختار TRC، از جمله چسبندگی آن به بتن و هزینه پایین، بیش از این موارد است.
بتن تقویت شده با پارچه به عنوان یک کامپوزیت سخت‌کننده کرنش توصیف می‌شود. کامپوزیت‌های سخت‌کننده کرنش از تقویت کننده‌های الیاف کوتاه مانند نخ ساخته شده از فیبر کربن برای تقویت ماده استفاده می‌کنند. سخت شدن کرنش برای دستیابی به مقاومت مطلوب نیاز به آرماتورها و ماتریس بتنی پیرامون آرماتور دارد. جهت تحمل بار اصلی و تنشهایی که انتظار می‌رود در هنگام طراحی، الیاف ها باید جهت‌گیری صحیح داشته باشند. انواع بافتهایی که می‌توان برای ساخت پارچه‌های TRC استفاده کرد شامل بافت ساده، بافت لنو، تار باف و فاصله دهنده سه بعدی است.
جنبه مهم دیگر بتن مسلح با پارچه، بحث نفوذ پذیری بافت پارچه ای است. باید توجه ویژه ای به ساختار آن داشت، به گونه ای که بافت پارچه ای به اندازه کافی باز باشد تا بتن از آن عبور کند، در حالی که به اندازه کافی پایدار است و می‌تواند شکل خود را حفظ کند، زیرا قرار دادن آرماتور برای مقاومت نهایی قطعه حیاتی است. مواد نساجی همچنین باید دارای مقاومت کششی بالا، کشیدگی زیاد قبل از شکستن و مدول یانگ بالاتر از بتن اطراف آن باشد.
الیاف ها را می‌توان به صورت دستی در بتن گذاشت. همچنین می‌توان فرایند را برای افزایش کارایی، مکانیزه کرد. روشهای مختلف ایجاد بتن مسلح با پارچه از ریخته‌گری سنتی، تا Pultrusion متفاوت است. هنگام ساخت TRC با استفاده از ریخته‌گری، باید فرم کار ساخته شود، و تقویت کننده‌های نساجی باید از قبل نصب شده و آماده ریختن بتن باشد. پس از ریختن بتن و زمان سخت شدنش را سپری کند، فرم کار برداشته می‌شود تا ساختار مشخص شود. روش دیگر ایجاد ساختار TRC، لمینیت با دست است. مشابه ریخته‌گری، برای قرار دادن بتن و الیاف ها باید یک فرم کار ایجاد شود. سپس بتن در قالب‌بندی به‌طور مساوی پخش می‌شود و سپس الیاف ها روی آن گذاشته می‌شود. سپس بتن بیشتری روی آن ریخته می‌شود و از غلتک برای فشار دادن بتن به فضاهای موجود در پارچه استفاده می‌شود. این مرحله به صورت لایه به لایه تکمیل می‌شود، تا زمانی که ساختار به اندازه مورد نیاز خود برسد. TRC همچنین می‌تواند توسط Pultrusion ایجاد شود. در این فرایند، الیاف ها از طریق محفظه نفوذ دوغاب، جایی که پارچه پوشانده شده و با بتن جاسازی می‌شود، رانده می‌شوند. غلتک‌ها بتن را به داخل پارچه فشرده می‌کنند و برای بدست آوردن شکل و اندازه دلخواه می‌توان غلتک‌های مختلفی را اندازه گرفت.

## کاربرد

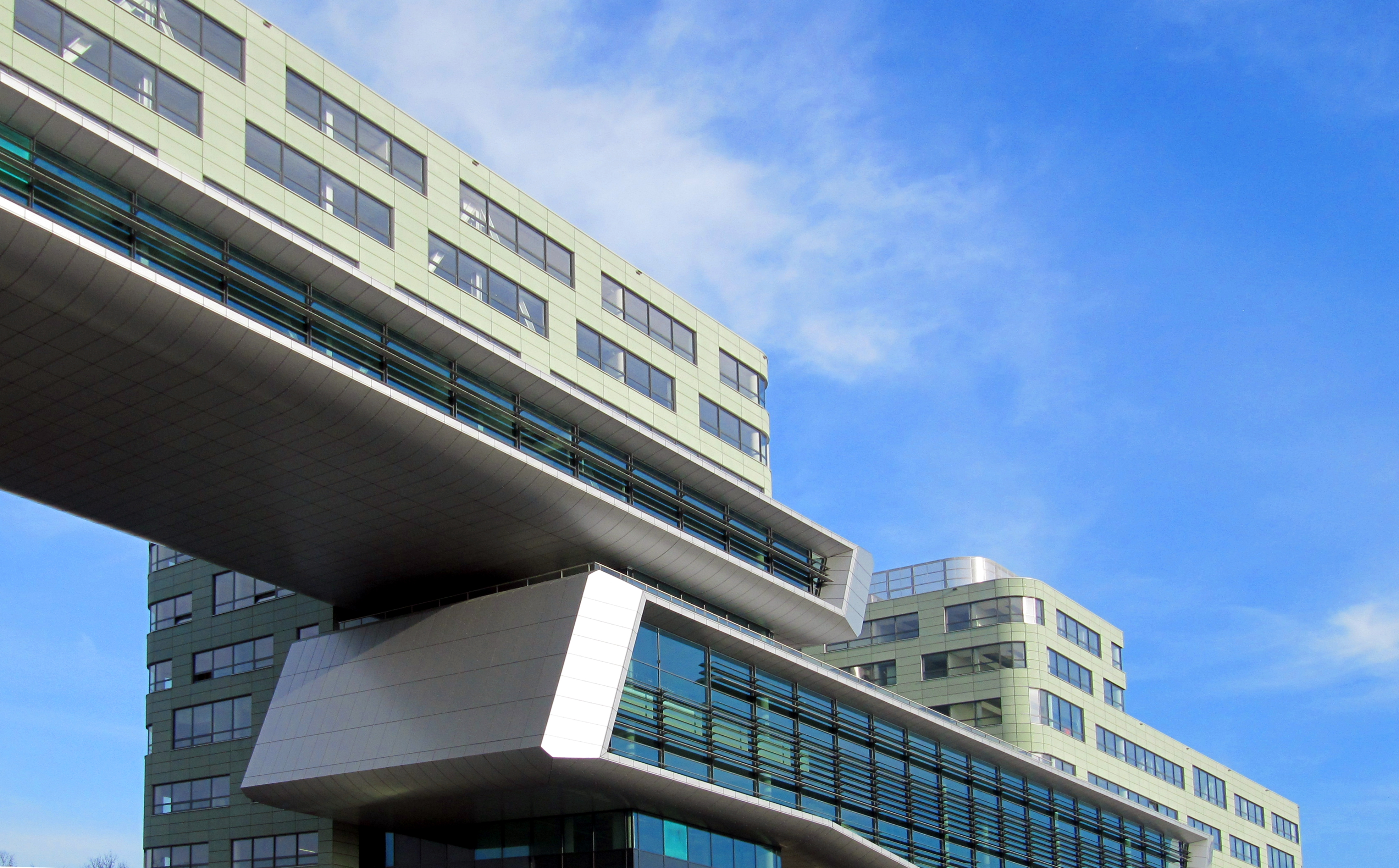
یک ساختمان که در روند ساخت آن از بتن مسلح با پارچه استفاده شده است.

استفاده از مواد تقویت شده الیاف‌ها، بتن‌ها در ترکیب با علم مواد و فناوری نساجی در روزهای مدرن به‌طور گسترده‌ای افزایش می‌یابد. پل‌ها، ستون‌ها و جاده‌های محفاظتی توسط بتن‌های تقویت شده کولار یا جوت آماده می‌شوند تا در برابر ارتعاشات، حرکتهای ناگهانی و پیچش (مکانیک) مقاومت کنند. استفاده از ساخت بتن آرمه در دنیای مدرن از دسترس گسترده مواد تشکیل دهنده آن - فولاد تقویت کننده و همچنین بتن ناشی می‌شود. بتن مسلح تقریباً در هر فرم متناسب است و بسیار متنوع است، بنابراین به‌طور گسترده‌ای در ساخت ساختمان‌ها، پل‌ها و غیره استفاده می‌شود. مهمترین عیب RC این است که آرماتورهای فولادی آن مستعد خوردگی است. بتن بسیار قلیایی است و یک لایه منفعل بر روی فولاد ایجاد می‌کند و از آن در برابر خوردگی محافظت می‌کند. مواد نفوذی از خارج به بتن (کربن دهی) با گذشت زمان (خوردگی) قلیائیت را کاهش می‌دهد، در نتیجه تقویت کننده فولاد محافظت خود را از دست می‌دهد در نتیجه منجر به خوردگی می‌شود. این منجر به جوش خوردن بتن، کاهش ماندگاری سازه به عنوان یک کل و منجر به خرابی سازه در موارد شدید می‌شود.
به دلیل نازک بودن، مقرون به صرفه بودن و سبک بودن بتن تقویت شده با پارچه، می‌توان از آن برای ایجاد انواع مختلفی از اجزای سازه‌ای استفاده کرد. کنترل ترک TRC، بسیار بهتر از بتن مسلح به فولاد است. وقتی TRC ترک می‌خورد، چندین فیش کوچک ایجاد می‌کند که عرض آن بین ۵۰ تا ۱۰۰ نانومتر است. در برخی موارد، ترک‌ها می‌توانند خود ترمیم شوند، زیرا ترک ۵۰ نانومتری تقریباً به اندازه بتن بدون ترک نفوذناپذیر است. با توجه به این خصوصیات، TRC یک ماده عالی برای انواع مختلف کاربردهای معماری و مهندسی عمران خواهد بود.
از بتن مسلح الیاف ها می‌توان برای ایجاد سازه‌های کامل مانند پل‌ها و ساختمان‌ها و همچنین سازه‌های بزرگ در محیط‌های دارای آب زیاد مانند معادن و اسکله‌های قایق استفاده کرد. از سال ۲۰۱۸، مراحل آزمایش و تأیید این سازه‌ها در دسترس نیست، اگرچه در حال حاضر می‌توان از آن برای ایجاد اجزای کوچک مانند پانل‌ها استفاده کرد. پانل‌های نما به دلیل نازک بودن و سبک بودن مواد نسبت به دیوارهای بتونی معمولی، و جایگزین ارزان تری برای گزینه‌های دیگر، استفاده راحت از TRC خواهند بود. برای پل‌ها و پروفیل‌های ساختمان، TRC می‌تواند به مقاومت و طراحی کلی سازه اضافه کند. همچنین می‌توان از TRC برای ایجاد اشکال نامنظم با لبه‌های سخت استفاده کرد و می‌تواند روشی نوین برای ارتقا سبک و طراحی معماری ساختمان‌های مدرن باشد.
بتن مسلح با الیاف ها همچنین می‌تواند برای تقویت، تعمیر یا افزودن ساختمانهای موجود، به صورت ساختاری یا آرایشی استفاده شود. علاوه بر این، به دلیل عدم خوردگی مرتبط با این مکانیزم، می‌توان از TRC برای ایجاد یک لایه محافظ برای سازه‌های قدیمی یا مقاوم‌سازی مجدد عناصر جدید در یک سازه قدیمی استفاده کرد. برخلاف فولاد که در صورت ایجاد ترک، زنگ می‌زند، TRC خورده نمی‌شود و حتی با ترک‌های کوچک مقاومت خود را حفظ می‌کند. اگر از پارچه الیاف کربن به عنوان پارچه استفاده شود، می‌توان از TRC برای گرم کردن ساختمان استفاده کرد. فیبر کربن رسانا است و می‌تواند برای حمایت از ساختمان و همچنین گرم کردن آن استفاده شود.

### نمونه‌های فعلی
بتن مسلح با پارچه در مقیاس بزرگ را می‌توان در آلمان، در دانشگاه RWTH آخن مشاهده کرد، جایی که غرفه‌ای با استفاده از سقف بتونی تقویت شده با پارچه ساخته شده‌است. سقف با استفاده از چهار قطعه TRC مهندسی شده‌است. هر قطعه به شکل یک پارابولید هذلولی نازک و دو بار خمیده بود. با توجه به فرم کار پیچیده‌ای که برای ایجاد قطعه لازم است، طراحی بتونی سنتی اجازه این ساختار را نمی‌دهد. دانشگاه RWTH آخن همچنین از بتن مسلح شده با الیاف  برای ایجاد صفحات نمای بر روی پسوند جدیدی که به ساختمان مؤسسه بتن سازه ای آنها اضافه شده‌است، استفاده کرد. این نما با استفاده از شیشه AR ساخته شده‌است و از وزن بسیار کمتری برخوردار بوده و از لحاظ هزینه مقرون به صرفه‌تر از نمای سنتی از بتن یا فولاد تقویت شده‌است. همچنین در سال ۲۰۱۰، دانشگاه RWTH آخن به طراحی یک پل بتونی تقویت شده با پارچه در آلبشتات، آلمان، با استفاده از شیشه AR به عنوان تقویت کننده کمک کرد. طول این پل تقریباً ۱۰۰ متر است و انتظار می‌رود که عمر آن بسیار بیشتر از پل بتونی فولادی باشد که جایگزین آن شده‌است.

## پایداری
بتن مسلح با پارچه به‌طور کلی نازک‌تر از بتن مسلح با فولاد، به روش سنتی، است. ساختار تقویت شده با فولاد ۱۰۰ تا ۳۰۰ است میلی‌متر ضخامت دارد، در حالی که ضخامت ساختار TRC به‌طور کلی ۵۰ میلی‌متر است. TRC به دلیل یک لایه محافظتی اضافی از بتن که برای طراحی آن نیازی نیست، بسیار نازک‌تر است. به دلیل این ساختار نازک‌تر، مواد کمتری در ساخت قطعه استفاده می‌شود، که به کاهش قیمت استفاده از بتن کمک می‌کند، زیرا مقدار بتن مورد نیاز نیز کاهش می‌یابد. از آنجا که می‌توان از TRC برای افزایش طول عمر سازه‌های موجود استفاده کرد، برای ایجاد ساختارهای جدید، هزینه مواد و نیروی انسانی مورد نیاز برای تخریب این ساختارهای موجود را کاهش می‌دهد. به جای جایگزینی سازه‌های قدیمی، اکنون می‌توان آنها را تعمیر کرد تا سالها به عمر خدمت آنها اضافه شود.

## موارد بیشتر
- ژئوتکستایل
- بتن تقویت شده با الیاف
- بتن مسلح